# Berville-la-Campagne
Pour les articles homonymes, voir Berville.
Berville-la-Campagne est une commune française située dans le département de l'Eure en région Normandie.

## Géographie

### Localisation
|                      | Barquet, Émanville                                   |                        |
| Romilly-la-Puthenaye | Berville-la-Campagne                                 | Faverolles-la-Campagne |
|                      | Collandres-Quincarnon, Tilleul-Dame-Agnès, Louversey |                        |

### Hydrographie
La commune est située dans le bassin Seine-Normandie. Elle n'est drainée par aucun cours d'eau,.

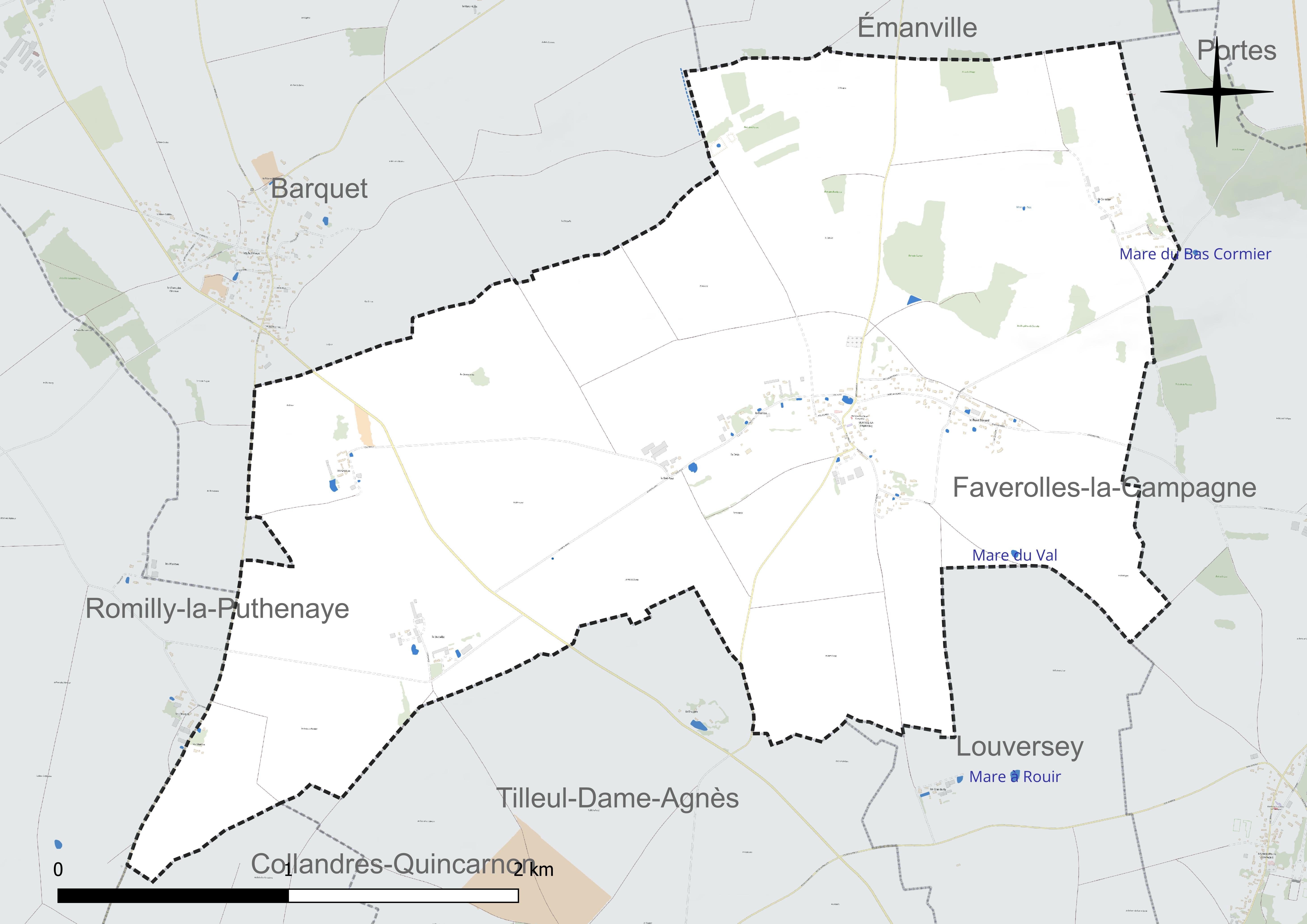
Réseau hydrographique de Berville-la-Campagne.

Un plan d'eau complète le réseau hydrographique : la mare du Val (0,1 ha),.

### Climat
Pour des articles plus généraux, voir Climat de la Normandie et Climat de l'Eure.
En 2010, le climat de la commune est de type climat océanique dégradé des plaines du Centre et du Nord, selon une étude du CNRS s'appuyant sur une série de données couvrant la période 1971-2000. En 2020, Météo-France publie une typologie des climats de la France métropolitaine dans laquelle la commune est exposée à un climat océanique et est dans la région climatique  Côtes de la Manche orientale, caractérisée par un faible ensoleillement (1 550 h/an) ; forte humidité de l’air (plus de 20 h/jour avec humidité relative > 80 % en hiver), vents forts fréquents. Parallèlement le GIEC normand, un groupe régional d’experts sur le climat, différencie quant à lui, dans une étude de 2020, trois grands types de climats pour la région Normandie, nuancés à une échelle plus fine par les facteurs géographiques locaux. La commune est, selon ce zonage, exposée à un « climat des plateaux abrités », correspondant aux plaines agricoles de l’Eure, avec une pluviométrie beaucoup plus faible que dans la plaine de Caen en raison du double effet d’abri provoqué par les collines du Bocage normand et par celles qui s’étendent sur un axe du Pays d'Auge au Perche.
Pour la période 1971-2000, la température annuelle moyenne est de 10,3 °C, avec  une amplitude thermique annuelle de 14 °C. Le cumul annuel moyen de précipitations est de 694 mm, avec 11,6 jours de précipitations en janvier et 8,3 jours en juillet. Pour la période 1991-2020, la température moyenne annuelle observée sur la station météorologique la plus proche, située sur la commune de Breteuil à 21 km à vol d'oiseau, est de 11,1 °C et le cumul annuel moyen de précipitations est de 698,2 mm,. Pour l'avenir, les paramètres climatiques de la commune estimés pour 2050 selon différents scénarios d’émission de gaz à effet de serre sont consultables sur un site dédié publié par Météo-France en novembre 2022.

## Urbanisme

### Typologie
Au 1er janvier 2024, Berville-la-Campagne est catégorisée commune rurale à habitat dispersé, selon la nouvelle grille communale de densité à 7 niveaux définie par l'Insee en 2022.
Elle est située hors unité urbaine. Par ailleurs la commune fait partie de l'aire d'attraction d'Évreux, dont elle est une commune de la couronne,. Cette aire, qui regroupe 108 communes, est catégorisée dans les aires de 50 000 à moins de 200 000 habitants,.

### Occupation des sols
L'occupation des sols de la commune, telle qu'elle ressort de la base de données européenne d’occupation biophysique des sols Corine Land Cover (CLC), est marquée par l'importance des territoires agricoles (100 % en 2018), une proportion identique à celle de 1990 (100 %). La répartition détaillée en 2018 est la suivante : 
terres arables (90,4 %), prairies (6,3 %), zones agricoles hétérogènes (3,3 %). L'évolution de l’occupation des sols de la commune et de ses infrastructures peut être observée sur les différentes représentations cartographiques du territoire : la carte de Cassini (XVIIIe siècle), la carte d'état-major (1820-1866) et les cartes ou photos aériennes de l'IGN pour la période actuelle (1950 à aujourd'hui).

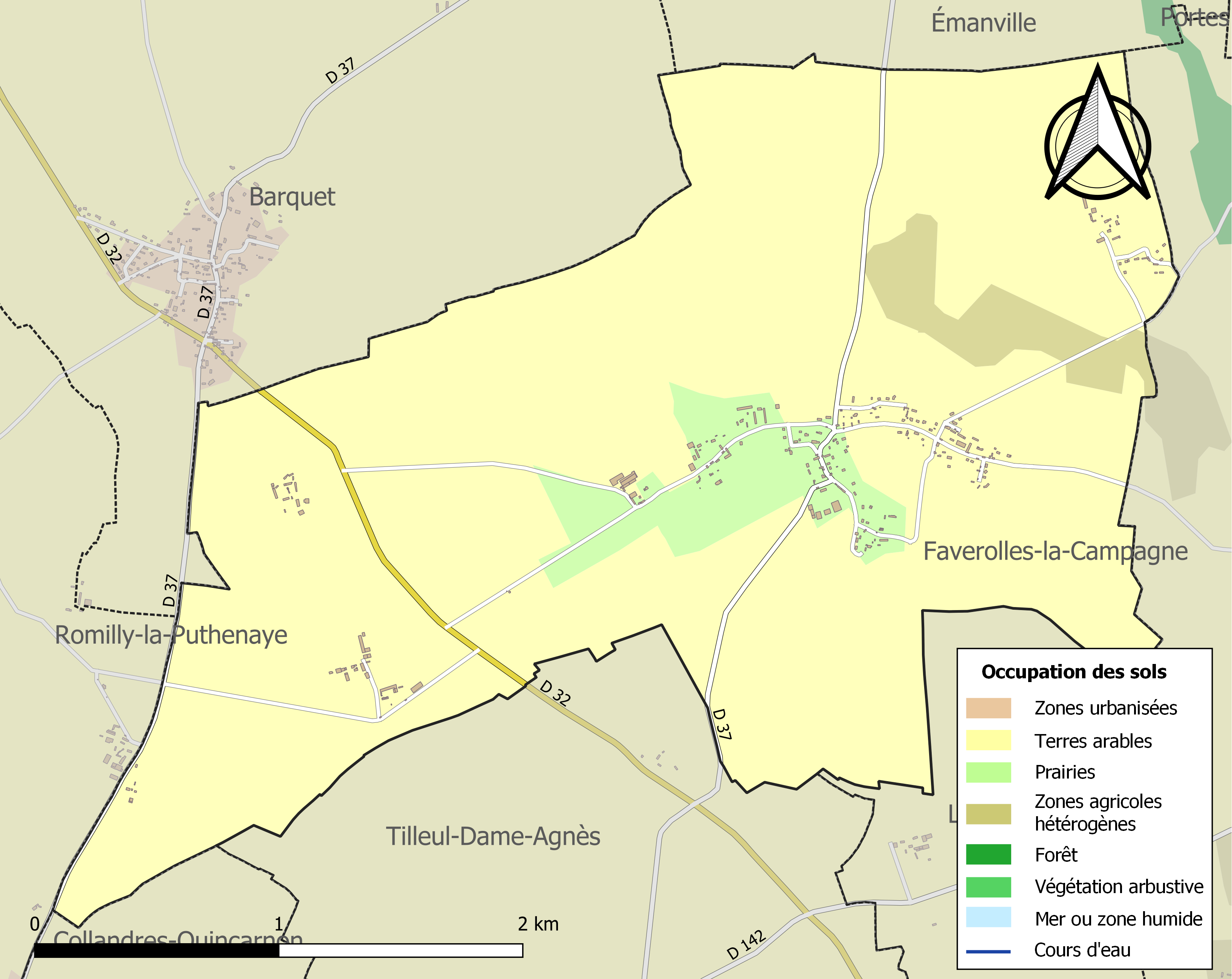
Carte des infrastructures et de l'occupation des sols de la commune en 2018 (CLC).

## Toponymie
Le nom de la localité est attesté sous la forme Bervilla vers 1150 (charte de Roger de Tosny), Berrevilla vers 1193 (registre de Philippe Auguste), Berville-le-Cormier en 1828.
Le déterminant complémentaire -la-Campagne sert à distinguer la commune des homonymes Berville-sur-Mer et Berville-en-Roumois (Eure).

## Politique et administration
| Période                                  | Période  | Identité      | Étiquette | Qualité                              |
| ---------------------------------------- | -------- | ------------- | --------- | ------------------------------------ |
| avant 1981                               | ?        | Pierre BONTE  |           |                                      |
| mars 2008                                | En cours | Gérard LELOUP | DVD       | Directeur administratif et financier |
| Les données manquantes sont à compléter. |          |               |           |                                      |

## Démographie
L'évolution du nombre d'habitants est connue à travers les recensements de la population effectués dans la commune depuis 1793. Pour les communes de moins de 10 000 habitants, une enquête de recensement portant sur toute la population est réalisée tous les cinq ans, les populations de référence des années intermédiaires étant quant à elles estimées par interpolation ou extrapolation. Pour la commune, le premier recensement exhaustif entrant dans le cadre du nouveau dispositif a été réalisé en 2008.

En 2022, la commune comptait 265 habitants, en évolution de +9,05 % par rapport à 2016 (Eure : −0,25 %, France hors Mayotte : +2,11 %).
| 1793 | 1800 | 1806 | 1821 | 1831 | 1836 | 1841 | 1846 | 1851 |
| ---- | ---- | ---- | ---- | ---- | ---- | ---- | ---- | ---- |
| 331  | 299  | 326  | 363  | 296  | 318  | 366  | 554  | 309  |

| 1856 | 1861 | 1866 | 1872 | 1876 | 1881 | 1886 | 1891 | 1896 |
| ---- | ---- | ---- | ---- | ---- | ---- | ---- | ---- | ---- |
| 308  | 262  | 244  | 240  | 235  | 223  | 204  | 197  | 195  |

| 1901 | 1906 | 1911 | 1921 | 1926 | 1931 | 1936 | 1946 | 1954 |
| ---- | ---- | ---- | ---- | ---- | ---- | ---- | ---- | ---- |
| 178  | 169  | 167  | 157  | 176  | 166  | 132  | 140  | 142  |

| 1962 | 1968 | 1975 | 1982 | 1990 | 1999 | 2006 | 2008 | 2013 |
| ---- | ---- | ---- | ---- | ---- | ---- | ---- | ---- | ---- |
| 136  | 117  | 152  | 147  | 131  | 113  | 137  | 144  | 211  |

| 2018 | 2022 | - | - | - | - | - | - | - |
| ---- | ---- | - | - | - | - | - | - | - |
| 248  | 265  | - | - | - | - | - | - | - |

## Culture locale et patrimoine

### Lieux et monuments
Berville-la-Campagne compte deux édifices inscrits à l'inventaire général du patrimoine culturel :
- L'église Notre-Dame-de-Fatima (XXe)[22]. Inscrit à l'inventaire général du patrimoine culturel. Elle remplace l'église Saint-Martin, détruite en 1940, et conserve des vitraux de François Décorchemont.
- Le monument aux morts. Situé devant l'église, il commémore cinq victimes de la guerre 1914-1918 six victimes de la guerre 1939-1945.

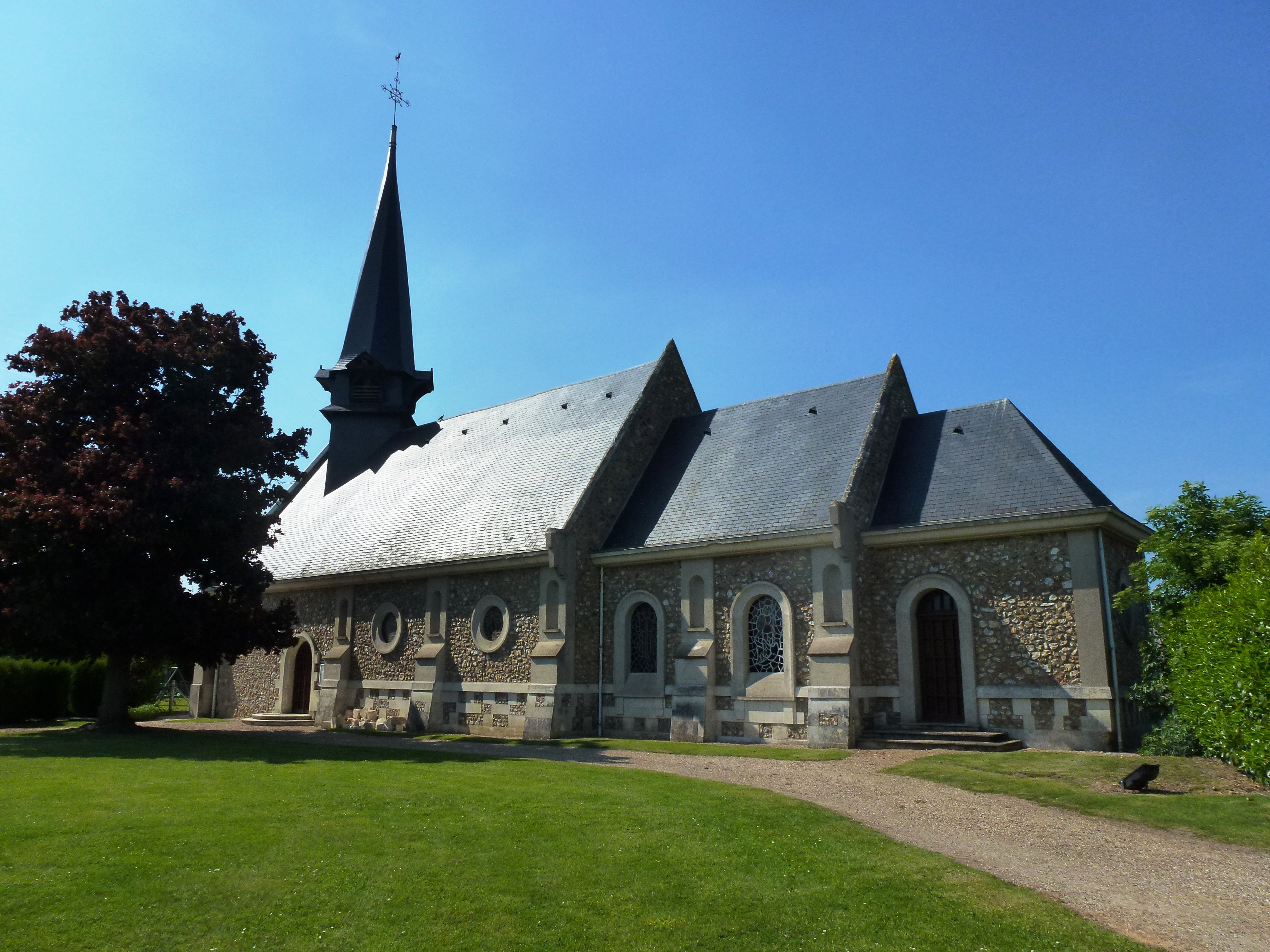
Église Notre-Dame-de-Fatima.
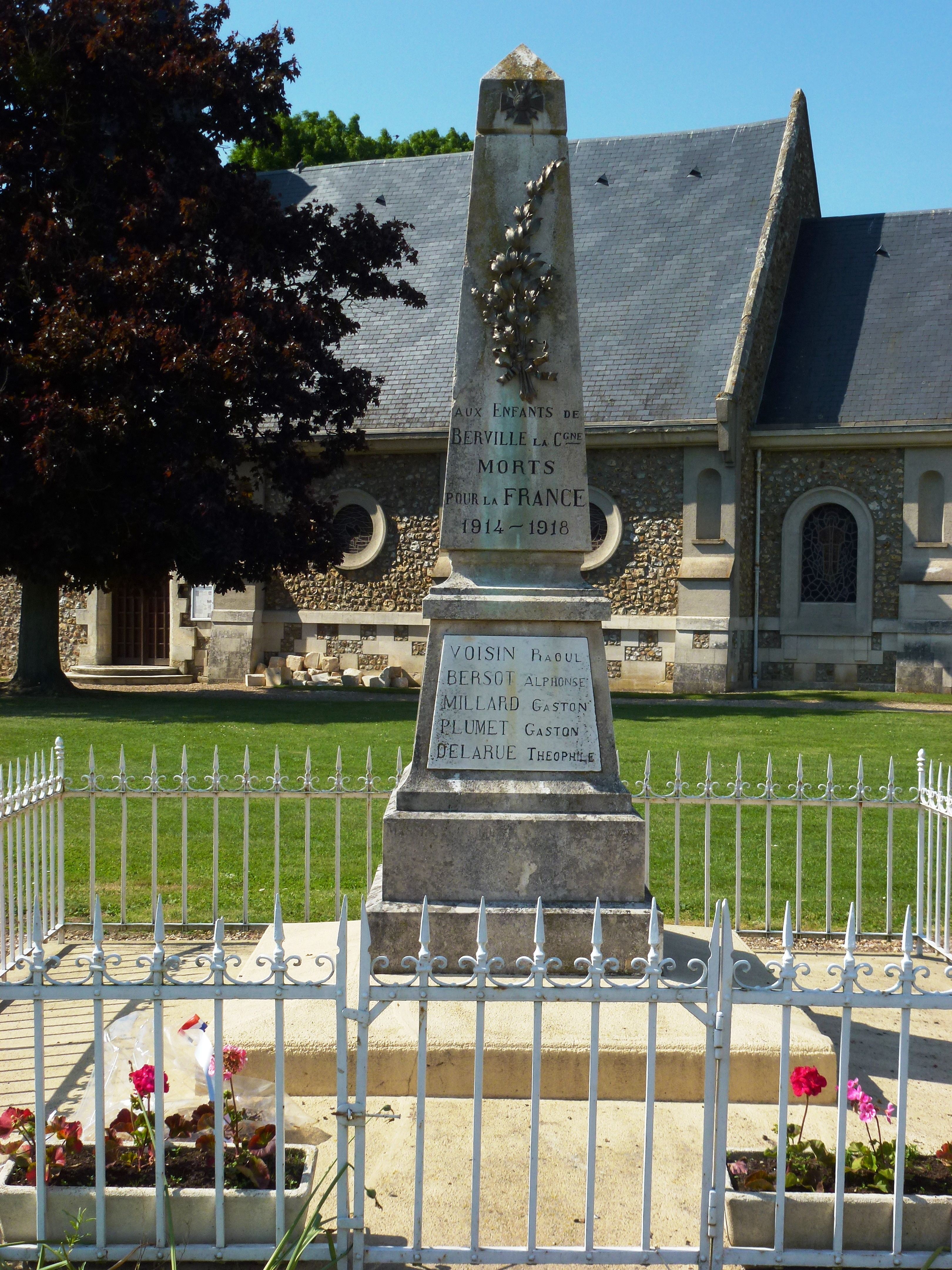
Monument aux morts.

### Patrimoine naturel

#### ZNIEFF de type 1
- La mare de la remise[23]

### Héraldique
| Blason de Berville-la-Campagne | Blason  | Parti : au 1er de gueules à deux léopards d'or, armés et lampassés d'azur, l'un au-dessus de l'autre, au 2e d'azur à la croisette d'or ; le tout posé sur une champagne d'or chargée de deux épis en ombre de sable les tiges passées en sautoir. |
| Blason de Berville-la-Campagne | Détails | Les deux léopards d'or des armoiries de Berville-la-Campagne rappellent les armoiries de la Normandie. Création Christian Juin. Adopté en juin 2010.                                                                                              |